# Il delitto Notarbartolo
Il delitto Notarbartolo è una miniserie televisiva in tre puntate del 1979, per la regia di Alberto Negrin, ispirato all'uccisione di Emanuele Notarbartolo, direttore del Banco di Sicilia, da parte di Cosa Nostra nel 1893.
La miniserie è stata trasmessa dalla Rete 2 della Rai dal 9 maggio 1979.